# Kodad
Kodad es una ciudad censal situada en el distrito de Suryapet en el estado de Telangana (India). Su población es de 64234 habitantes (2011). Se encuentra a 44 km de Suryapet.

## Demografía
Según el censo de 2011 la población de Kodad era de 64234 habitantes, de los cuales 32010 eran hombres y 3224 eran mujeres. Kodad tiene una tasa media de alfabetización del 81,68%, superior a la media estatal del 67,02%: la alfabetización masculina es del 87,79%, y la alfabetización femenina del 75,63%.